# Marrakech
 Ovo je glavno značenje pojma Marrakech. Za druga značenja pogledajte Marakeški sporazum.
Marrakech ili Marrākeš (čit. Marakeš; berberski: Murakuš, ar.: مراكش, Marakš, fr.: Marrakech) je grad u podnožju planina Atlas u jugozapadnom Maroku. Uz Fes, Meknes i Rabat, jedan je od četiri „kraljevska grada“ Maroka. Glavni je grad pokrajine Marrakesh-Tensift-El Haouz, i s 1.070.500 stanovnika (2010.), četvrti je grad u Maroku. 
Marrakech je berberska riječ koja znači „Božja zemlja“. Ime države Maroko potiče od ovog toponima (španjolski naziv Marakeša: Marruecos). 
Grad je osnovao Jusuf Ibn Tahfin, prvi kralj dinastije Almoravida, 1062. godine. Stari grad (medina) je na popisu mjesta svjetske baštine UNESCO-a od 1985. godine. Najveće atrakcije u Marakešu su povijesni trg Džema el Fna, džamija Kutubija iz 1162. god. i više vrtova (Park Agdal, Park Menara, Botanički vrt Mažorel). 
Gospodarstvo Marakeša se temelji na turizmu, trgovini i obrtu. Marakeš posjeti više od 2 milijuna turista godišnje. 

## Povijest
Marakeš je prema predaji osnovao Jusuf ibn Tašfin 1062. godine, ali je sigurno kako ga je njegov nasljednik Ibn Omer Ebu Bekra (1009. – 1106.), 7. svibnja 1070. godine, učinio novom prijestolnicom Almoravida. Ebu Bekra je iz Marakeša osvojio današnji sjeverni Maroko i proširio svoje carstvo na Andaluziju. Za njegovog sina, Ali ibn Jusufa, grad je uveliko proširen i izgrađen do danas očuvanog dijela gradskih zidina (medina). Almohadi, vjerski pokret koji je osnovao Ibn Tumarta protiv Almoravida, osvojio je sjeverni Maroko za vladavine Abd el Moumena u 12. stoljeću, i na kraju u 1147. godine i Marakeš. Oni su uništili vjerske i svjetovne građevina koji su bili simboli vladavine Almoravida. Za vladavine Almohada izgrađena je velika džamija Kutubija.
Nakon građanskog rata za vlast u Maroku 1269. godine, Marakeš su osvojili Merinidi, a kralj Abu Jusuf Jakub je premjestio prijestolnicu u Fes. Dinastija Saadi je 1554. godine ponovno vratila središte države u Marakeš, ali je ponovno za dinastije Alaoutesa prijestolnicom postao Meknes. 
Stoljećima je Marakeš bio poznat po svojih "sedam svetaca". Naime, kada je sufizam bio na vrhuncu popularnosti, tijekom vladavine Mulaj Ismaila, festival sedam svetaca je osnovao Abu Ali al-Hassan al-Jusi na zahtjev sultana. Grobnice nekoliko poznatih osoba su se preselile u Marrakeš privikuvaši hodočasnike na isti način kao što je grad Essaouira to činio svojim Regrega festivalima. Sedam svetaca (sebaatou rizjel) je sada čvrsto uspostavljena institucija koj privlači posjetitelje iz cijelog svijeta. Sedam svetaca su: Sidi Bel Abbas (zaštitnik grada), Sidi Muhamed al-Jazuli, Sidi Abu al-Kasim al-Suhajli, Kadi Ajad ben Musa, Abdelaziz al-Tebaa i Abdulah al-Gazuani. Godine 1937. u gradu je epidemija tifusa pokosila oko 25 000 žitelja.
U terorističkom napadu 28. travnja 2011. godine na kafić na trgu Džemaa el Fna, koji uglavnom posjećuju turisti, poginulo je najmanje 18 ljudi.
Dana, 8. rujna 2023. dogodio se potres s magnitudom od 6,8 do 6,9 i maksimalnim  Mercallijevim intenzitetom od VIII (jako). Pogodio je marokansku regiju Marakeš-Safi. Epicentar potresa nalazio se 73,4 km  jugozapadno od Marakeša, u blizini grada Ighila u planinama Atlas. Zabilježena su najmanje 2122 smrtna slučaja, a većina se dogodila izvan Marakeša. Svjetska zdravstvena organizacija procjenjuje da je oko 300,000 ljudi iz Marakeša i okolnih područja pogođeno ovim potresom.

## Znamenitosti
Zbog brojnih arhitektonski značajnih zgrada, uključujući i džamiju Koutoubia iz 1162. godine, kazbe iz 12. stoljeća, te Medrese Ben-Jusufa iz 14. stoljeća, Stari grad (medina) je 1985. godine, zajedno s vrtovima Agdal i Menara, upisan na UNESCO-ov popis mjesta svjetske baštine u Africi.
Glavna znamenitost grada je Džemaa el Fna (arapski za "o sastanku mrtvih"), svjetski poznata srednjovjekovna tržnica i gubilište koje je sada vitalno mjesto na kojemu borave orijentalni pripovjedači, krotitelji zmija i žongleri. U Novom gradu (Gueliz) nalazi se vrt Mažorel (Jardin Majorelle) koji se može pohvaliti raznolikošću biljaka i osebujnom arhitekturom.
Posebno su poznati sokaci (natkrivene tržnice), koji su najveći u Maroku, gdje trgovci prodaju svoju robu kao što su začini, šareni šalovi, kožna roba i svjetiljke.
- Zidine Medine
- Gradska vrata Bab Agnaou
- Medresa Ben Jusufa
- Mauzolej Almoravida
- Dvorište palače Bahia
- Dvorište palače El Badi
- Bojadisaonica u Medini
- Grobnice dinastije Saadi
- Ograđeni vrt Agdal
- Vrtovi Ménara
- Hotel de Ville

## Znameniti stanovnici
- Juan Goytisolo, španjolski novelist
- Yves Saint-Laurent, francuski umjetnik i dizajner
- Jean-Paul Gaultier, francuski modni dizajner
- Mohamed Abdelaziz, predsjednik pokreta otpora Polisario
- Elias Canetti, književnik i dobitnik Nobelove nagrade za književnost 1981. god.

## Gradovi prijatelji
| Marakeš je zbratimljen s gradovima: - Susa, Tunis (1982.) - Marseille, Francuska (2004.) - Granada, Španjolska - Timbuktu, Mali |  | Dok je sa sljedećim gradovima potpisao ugovore o suradnji: - Midi-Pyrénées, Francuska (2002.) - Lucca, Italija (2002.) - Tours, Francuska (2003.) |

## Vanjske poveznice
- Marakeš  Arhivirana inačica izvorne stranice od 9. veljače 2010. (Wayback Machine) - turističke informacije
- Fotografije Marakeša[neaktivna poveznica]
- Casablanca, Marakeš  Arhivirana inačica izvorne stranice od 25. ožujka 2012. (Wayback Machine) blog
- Ingrid Thurner: Die Ruinen von Marrakesch.[neaktivna poveznica] Wiener Zeitung, 31. siječnja 2009. (njem.)
- Judith Sophie Wagner: Die Königsstadt am Fuße des hohen Atlas.  Arhivirana inačica izvorne stranice od 3. rujna 2011. (Wayback Machine) Fernweh.de, srudeni 2009. (njem.)

### Ostali projekti
|  | Zajednički poslužitelj ima još gradiva o temi Marakeš |